# Coleoxestia atrata
Coleoxestia atrata là một loài bọ cánh cứng trong họ Cerambycidae.